# Пляжные Азиатские игры 2016
V пляжные Азиатские игры проходили в Дананге (Вьетнам) с 24 сентября по 3 октября 2016 года.
Вьетнам в третий раз принимал мультиспортивное событие азиатского уровня: ранее Ханой принимал Азиатские игры в помещениях 2009 года и Юговосточноазиатские игры 2003 года. Впервые событие проходило не в Ханое.